# Plethodontohyla bipunctata
Plethodontohyla bipunctata é uma espécie de anfíbio da família Microhylidae.
É endémica de Madagáscar.
Os seus habitats naturais são: florestas subtropicais ou tropicais húmidas de baixa altitude e florestas secundárias altamente degradadas.
Está ameaçada por perda de habitat.